# Most SNP

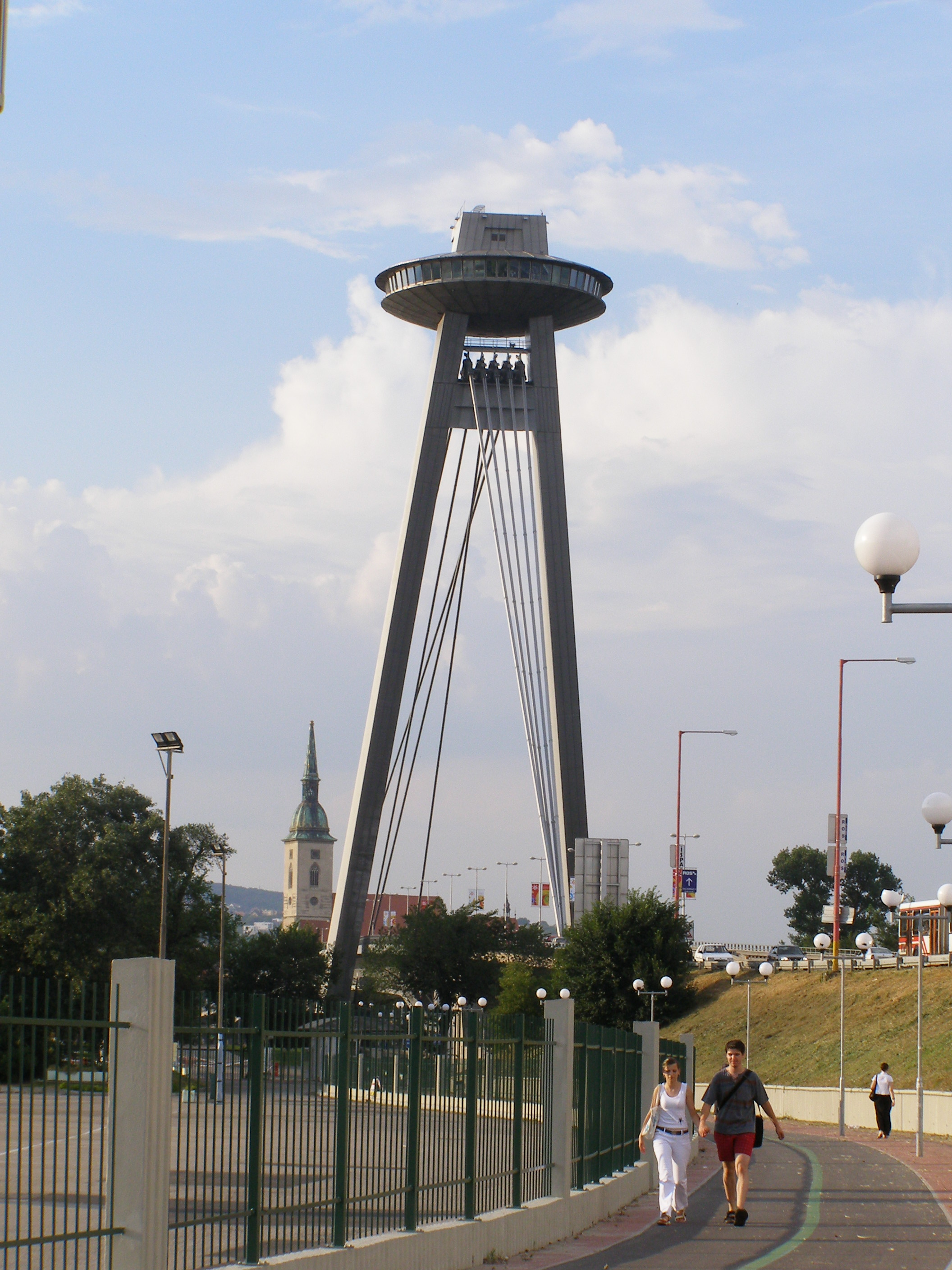
Pylon Mostu SNP

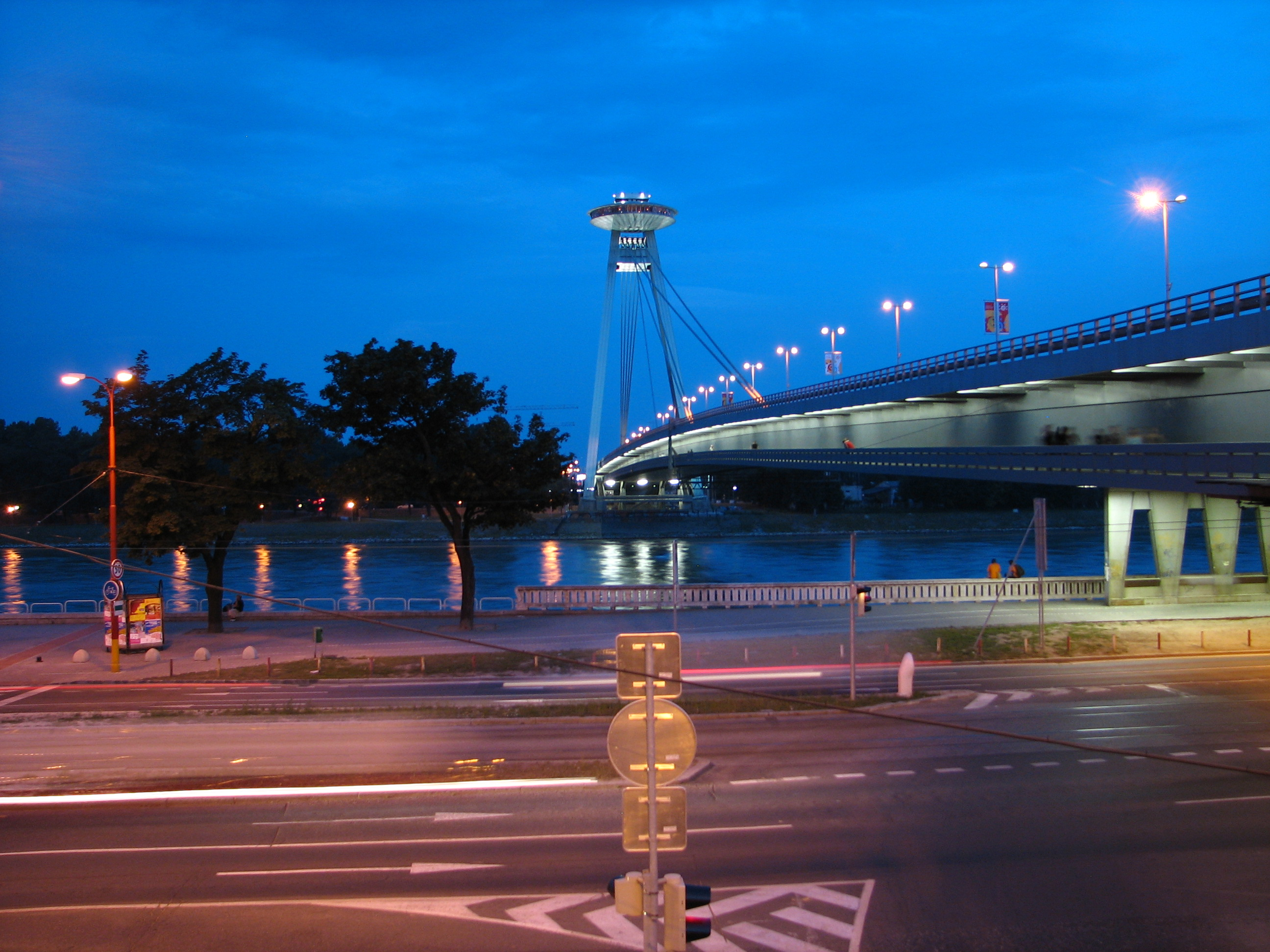
Most SNP nocą

Most SNP (słow. Most Slovenského národného povstania – Most Słowackiego Powstania Narodowego) – most nad Dunajem w Bratysławie z charakterystycznym pylonem, zwieńczony położonym na wysokości ponad 84 metrów „latającym spodkiem”, w którym znajduje się restauracja ze 130 miejscami siedzącymi. Wewnątrz lewego filaru pylonu umieszczono windę, w prawym filarze znajdują się schody ewakuacyjne. Pozostałe wymiary: długość – 430 m, szerokość – 21 m, waga – 7537 t.
Most był budowany w latach 1967−1972 według projektu zespołu architektów, w skład którego wchodzili A. Tesár, J. Lacko i I. Slameň. Uroczyste otwarcie nastąpiło 26 sierpnia 1972. W latach 1993−2012 nosił nazwę Nowego Mostu (Nový most), w 2012 powrócono do pierwotnej nazwy. Jest używany dla ruchu samochodowego, rowerowego i pieszego. Łączy centrum Bratysławy z mieszkaniową dzielnicą Petržalka.
Podczas budowy Nowego Mostu wyburzono większość budynków dzielnicy żydowskiej w obrębie Podhradia, w tym synagogę neologiczną.